# I Wanna Be Somebody
"I Wanna Be Somebody" (em português:  Eu Quero Ser Alguém) é o primeiro single do álbum W.A.S.P., lançado pela banda de heavy metal W.A.S.P. em 1984. A canção entrou no Top 40 da Nova Zelândia, na posição #30, e conseguiu limitado sucesso no Reino Unido, chegando a posição #77. 
A canção chegou a posição 84 na lista Top 100 Hard Rock Songs feita pelo canal VH1.

## Faixas
Reino Unido 7" Single
| N.º | Título                | Duração |  |
| 1.  | "I Wanna Be Somebody" | 3:42    |  |
| 2.  | "Tormentor"           | 3:36    |  |

## Posições nas paradas musicais
| Parada musical (1984)          | Melhor posição |
| ------------------------------ | -------------- |
| Nova Zelândia - RIANZ          | 30             |
| Reino Unido - UK Singles Chart | 77             |